# A16 (Zwitserland)
De Zwitserse A16, ook wel Transjurane genoemd, is een autosnelweg en autoweg die vanaf het Franse Belfort via Delémont tot Biel / Bienne het Juragebergte ontsluit. Bijzonder aan deze snelweg is, dat deze talrijke tunnels en viaducten kent en slingerend door de omgeving loopt. De snelweg is na een totale bouwtijd van 30 jaar en 6,5 miljard Zwitserse frank aan bouwkosten op 3 april 2017 geheel opengesteld voor verkeer.
Voor het traject tussen La Heutte en Biel-Nord is geen tolvignet benodigd omdat dit traject geen autoweg of snelweg is.